# Lornoxicam
Lornoxicam é um fármaco da classe dos AINE. Possui  t½ curto
Tem indicações no tratamento de curto prazo na dor pós-operatória moderada, artrite reumatoide e artrose.